# Sphinx lugens
Sphinx lugens är en fjärilsart som beskrevs av Walker 1856. Sphinx lugens ingår i släktet Sphinx och familjen svärmare. Inga underarter finns listade i Catalogue of Life.

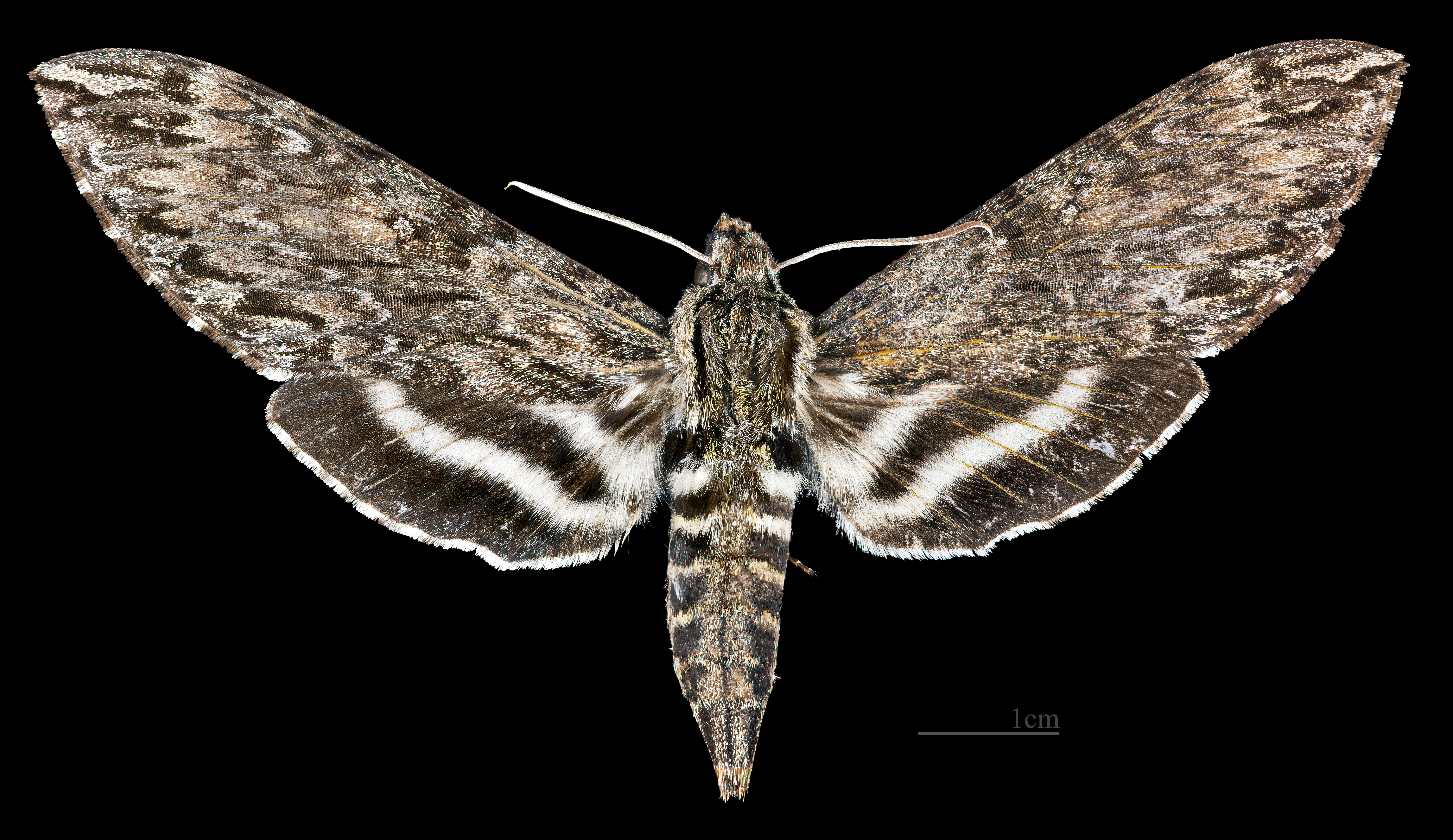
♀
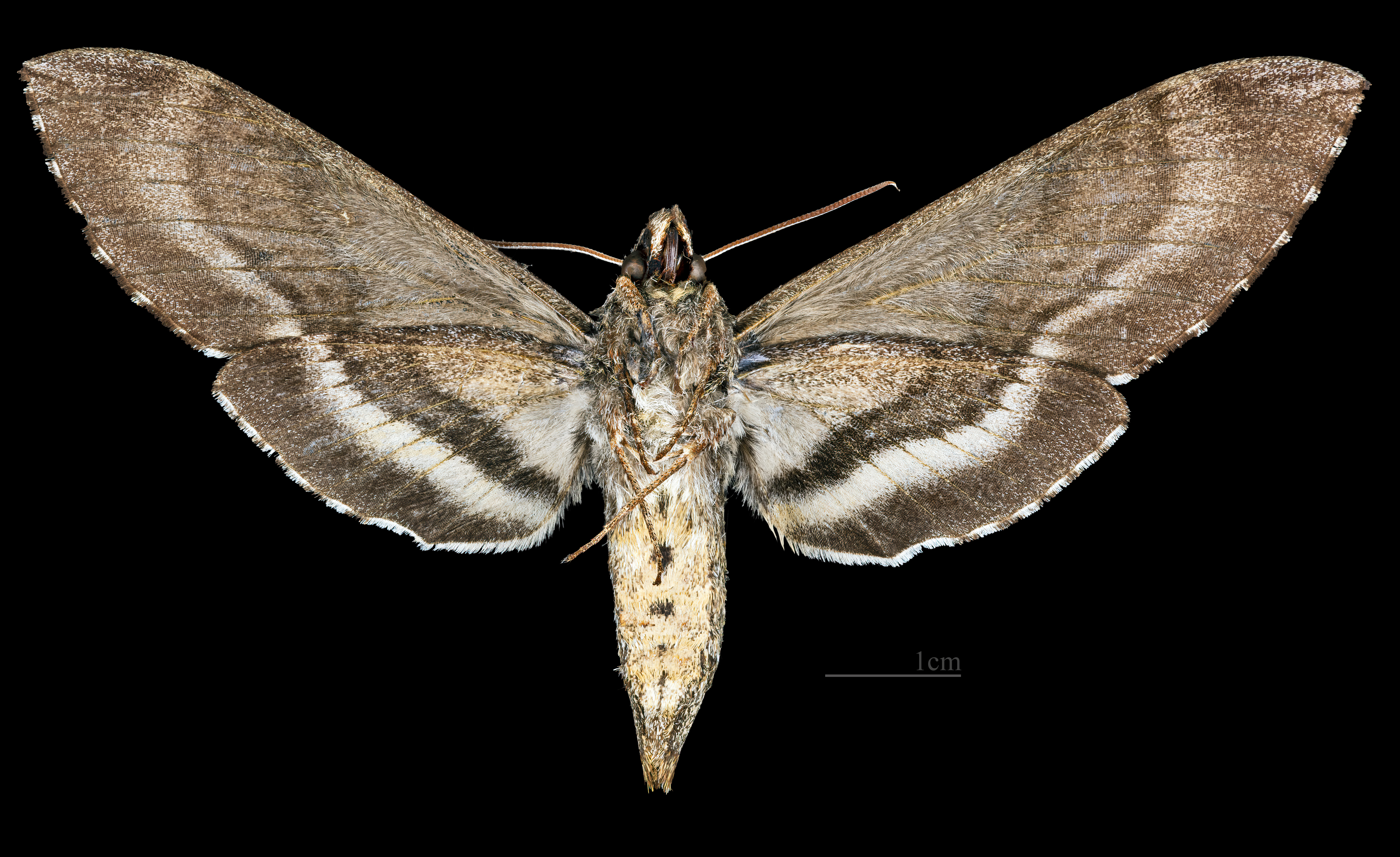
♀ △